# When You Love a Woman
When You Love a Woman è una power ballad del gruppo musicale statunitense Journey, estratta come singolo dal loro album Trial by Fire nel luglio 1996. Primo brano inedito pubblicato dal gruppo dopo quasi dieci anni di pausa, divenne il loro ultimo successo in classifica. Raggiunse il dodicesimo posto della Billboard Hot 100 e la prima posizione della Hot Adult Contemporary Tracks nel dicembre 1996.

## Video musicale
Il videoclip del brano è stato diretto da Wayne Isham e girato allo Skywalker Ranch di George Lucas nella Contea di Marin.

## Tracce
7" Single CBS 38-78428
1. When You Love a Woman – 4:08
2. Message of Love – 5:38

CD Single CBS 663900-2
1. When You Love a Woman (Radio Edit) – 3:56
2. Open Arms – 3:18
3. Who's Crying Now – 5:01
4. Don't Stop Believin' – 4:09

## Classifiche
| Classifica (1996)                | Posizione massima |
| -------------------------------- | ----------------- |
| Canada                           | 3                 |
| Giappone                         | 6                 |
| Stati Uniti                      | 12                |
| Stati Uniti (adult contemporary) | 1                 |
| Stati Uniti (adult top 40)       | 3                 |
| Stati Uniti (pop)                | 9                 |
| Stati Uniti (radio)              | 9                 |